# Leiocephalus psammodromus
Leiocephalus psammodromus är en ödleart som beskrevs av Barbour 1920. Leiocephalus psammodromus ingår i släktet rullsvansleguaner, och familjen Tropiduridae.
Arten förekommer på Turks- och Caicosöarna.

## Underarter
Arten delas in i följande underarter:
- L. p. psammodromus
- L. p. aphretor
- L. p. apocrinus
- L. p. cacodoxus
- L. p. hyphantus
- L. p. mounax